# Франц Ернст фон Хесен-Дармщат
Франц Ернст фон Хесен-Дармщат (на немски: Franz Ernst von Hessen-Darmstadt; * 25 януари 1695 в Гисен; † 8 януари 1716 в Дармщат) е принц от Хесен-Дармщат.
Той е третият син на ландграф Ернст Лудвиг от Хесен-Дармщат (1667 – 1739) и първата му съпруга принцеса Доротея Шарлота фон Бранденбург-Ансбах (1661 – 1705), дъщеря на маркграф Албрехт II фон Бранденбург-Ансбах (1620 – 1667) и втората му съпруга графиня София Маргарета фон Йотинген-Йотинген (1634 – 1664).
Франц Ернст взема позицията полковник начело на полка в Хесен-Дармщат след по-големия му брат принц Карл Вилхелм фон Хесен-Дармщат, който е убит по време на Войната за испанското наследство.